# Вабіно (Вісконсин)
Вабіно (англ. Wabeno) — місто (англ. town) в США, в окрузі Форест штату Вісконсин. Населення — 1074 особи (2020).

## Демографія
Згідно з переписом 2010 року, у місті мешкало 1166 осіб у 483 домогосподарствах у складі 307 родин. Було 829 помешкань
Расовий склад населення:
| - 73,8 % — білих - 22,1 % — корінних американців - 0,1 % — вихідців з тихоокеанських островів |

До двох чи більше рас належало 3,1 %. Частка іспаномовних становила 1,4 % від усіх жителів.
За віковим діапазоном населення розподілялося таким чином: 24,5 % — особи молодші 18 років, 56,9 % — особи у віці 18—64 років, 18,6 % — особи у віці 65 років та старші. Медіана віку мешканця становила 41,1 року. На 100 осіб жіночої статі у місті припадало 91,1 чоловіків;  на 100 жінок у віці від 18 років та старших — 91,7 чоловіків також старших 18 років.
Середній дохід на одне домашнє господарство  становив 60 323 долари США (медіана — 48 125), а середній дохід на одну сім'ю — 67 997 доларів (медіана — 50 750). Медіана доходів становила 38 125 доларів для чоловіків та 36 250 доларів для жінок. За межею бідності перебувало 15,1 % осіб, у тому числі 17,8 % дітей у віці до 18 років та 6,6 % осіб у віці 65 років та старших.
Цивільне працевлаштоване населення становило 340 осіб. Основні галузі зайнятості: освіта, охорона здоров'я та соціальна допомога — 21,5 %, мистецтво, розваги та відпочинок — 17,6 %, виробництво — 11,2 %, роздрібна торгівля — 10,6 %.